# Phyllanthus minutulus
Phyllanthus minutulus är en emblikaväxtart som beskrevs av Johannes Müller Argoviensis. Phyllanthus minutulus ingår i släktet Phyllanthus och familjen emblikaväxter. Inga underarter finns listade i Catalogue of Life.